# Dream On (canción de Aerosmith)
«Dream On» es una canción interpretada por Aerosmith. Fue el primer sencillo de su álbum debut Aerosmith. La canción fue escrita por el vocalista Steven Tyler en 1965, cuando tenía 17 años y fue el primer éxito de la banda. El sencillo fue lanzado en julio de 1973 y alcanzó el puesto 59 en las listas de popularidad nacionales. En Boston, lugar de origen de la banda, "Dream On" ocupó las primeras posiciones en las listas. La estación WBZ-FM la designó como el sencillo más popular de ese año. La versión del álbum de la canción fue relanzada en 1976 como un sencillo, alcanzando el puesto 6 en la lista nacional de Billboard. La canción fue tocada en vivo por primera vez en el Shaboo Inn en Willimantic (Connecticut) en 1969 con la antigua banda de Steven, Chain Reaction.

## Conciertos
Cuando la canción es interpretada en vivo, Steven Tyler suele tocar la parte del piano. La banda también ha interpretado "Dream On" junto a una orquesta en varias ocasiones. En agosto de 1991, la banda tocó la canción con una orquesta para el décimo aniversario de MTV. Adicionalmente, en 2006, Steven Tyler y Joe Perry tocaron la canción junto a la Boston Pops Orchestra para un espectáculo del Día de la Independencia de los Estados Unidos.

## Apariciones en otros álbumes
"Dream On" fue una de las canciones más exitosas de la banda y fue su sencillo más popular durante los años 1970. Desde entonces, la canción ha aparecido en la mayoría de los álbumes recopilatorios de Aerosmith, incluyendo Live! Bootleg, Greatest Hits, Classics Live I and II, A Little South of Sanity, Young Lust: The Aerosmith Anthology, O, Yeah! Ultimate Aerosmith Hits, Rockin' The Joint y Devil's Got a New Disguise - The Very Best of Aerosmith.

## Reconocimientos
La canción es parte de la lista del Salón de la Fama del Rock de 500 canciones que dieron forma al rock and roll. También ocupó la posición 172 en la lista de Rolling Stone de las 500 mejores canciones de todos los tiempos. 

## Versión
Varios artistas han realizado versiones de "Dream On", tales como: Blessthefall, Andru Donalds, Greg X. Volz, Ronnie James Dio con Yngwie J. Malmsteen, Kelly Sweet, Tori Amos, Bermuda Triangle Band, The Mission, Fisher, Brooke White, Michael Angelo Batio, Anastacia, el elenco de la serie televisiva Glee y Breaking Benjamin. Otros artistas han usado la canción como sample en sus propias composiciones. Por ejemplo, Eminem la usó para su canción "Sing for the Moment". Igualmente, Slim Thug utilizó "Dream On" en su canción "Rockstar".